# In the Groove (серия)
In the Groove (сокращённо ITG) — линейка танцевальных видеоигр, использующих четырёхкнопочные платформы. Распространялась компанией Roxor Games до тех пор, пока 18 октября 2006 года компания Konami (производитель серии автоматов Dance Dance Revolution) не заявила о нарушении авторского права данной линейкой.
Название In the Groove равнозначно относится к трём разным понятиям: аркадный вариант игры In the Groove, её консольный вариант на PlayStation 2 и само название игровой серии. Продолжением линейки ITG стала In the Groove 2, но вместе с тем, первую версию обычно называют не In the Groove 1, а просто In the Groove. Для обозначения консольного варианта отдельно применяется название In the Groove (PS2).

## Игры
- In the Groove (2004)
- In the Groove 2 (2005)